# Тулуз-Лотреки
Тулуз-Лотрек (фр. Toulouse-Lautrec) — французский графский род, который настаивает на происхождении от древних виконтов Лотрека, по одной из версий (принятой на вооружение членами семейства при Людовике XIV) — от брака наследницы виконтства Лотрек с Бодуэном, представителем Тулузского дома. 

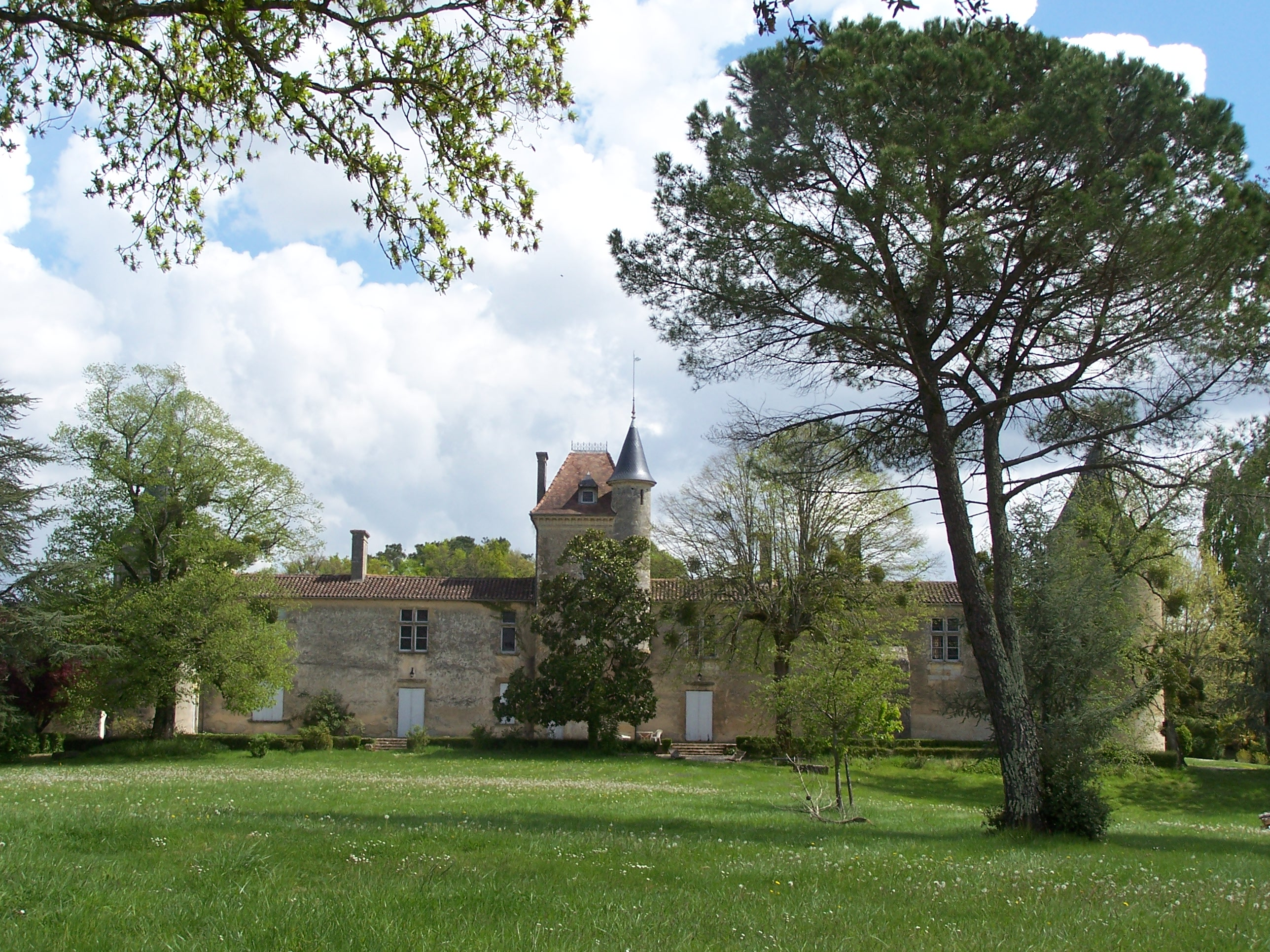
Фамильная усадьба Мальроме

Ввиду отсутствия прямых источников происхождение Тулуз-Лотреков является гадательным. В XIV—XVII вв. глава этого рода носил титул виконта Монфа. В конце XVII в. Лотреки-Монфа сменили фамилию на «Тулуз-Лотрек», объявив своим предком Бодуэна Тулузского. Этот младший сын графа Раймунда V, сторонник Симона де Монфор в войне альбигойцев, был казнён своим братом Раймундом VI, но предположительно оставил потомство от брака с наследницей Лотрека.
Граф Жозеф-Пьер де Тулуз-Лотрек (1727—1797) выехал в Россию во время революции и был принят в русскую службу с чином генерал-майора. Его внук граф Валериан Александрович (1811—1881) был генерал-лейтенантом и начальником кавказской кавалерийской дивизии. Род графов Тулуз-Лотрек внесен в V часть родословной книги Ковенской губернии. Другие представители рода остались во Франции. К их числу принадлежал знаменитый художник-постимпрессионист Анри де Тулуз-Лотрек, скончавшийся в 1901 г. в семейном имении Мальроме под Бордо.